# 盧森柏
盧森柏股份有限公司，簡稱盧森柏股份和盧森柏（英語：Luxempart S.A.） ，總部位於盧森堡西南部勒德朗日的金融控股公司，是主動投資位於比利時和盧森堡有潛力企業。股份則在盧森堡交易所上市，也是盧森堡交易所指數成分股，佔了第十大市其中之一（第七大盧森堡主要活動場地）市場地位。
投資方面, 盧森柏持有兩家股權投資：持有主要營運投資媒體組合的Audiolux，佔71.0%權益；和主要營運投資能源的Luxempart-Energie，佔51.0%權益。 另外，盧森柏持有50%聯營私人股權投資 伊道孚 股權。

## 投資
這是有關截至2019年12月31日投資項目（不完整）。

### Luxempart
- SES企業 (2.1%)
- Radio DNR Luxembourg (8.1%)
- 霍雅融資 (100%)
- 霍雅保險（英语：Foyer S.A.） (100%)
- 德克夏銀行 (0.1%)
- Atenor(10.1)
- Paul Wurth (11.0%)
- 國際電子工程 (IEE) (10.2%)

### Audiolux
- SES企業 (0.9%)
- 盧森堡廣播電視集團 (0.8%)
- 理想企業（英语：Utopia Group） (28.7%)
- VOX流動通信（英语：Vox Mobile） (43.7%)

### Luxempart-Energie
- 盧森堡電力（英语：Cegedel） (30.4%)
- 盧森堡電力分銷股份有限公司 (SEO) (5.0%)

## 腳註
1. ↑   (PDF). Luxempart.   [2020-10-26]. （原始内容存档 (PDF)于2021-04-27）.
2. 1 2  . 31 December 2006  [2007-08-21]. （原始内容存档于2021-04-27）.

## 外部連結
- luxempart.lu （页面存档备份，存于）